# Floris Bakels (1915-2000)
Floris Bertold Bakels (Den Haag, 19 juli 1915 – Bussum, 15 april 2000) was advocaat in Rotterdam en een Nederlandse verzetsstrijder tijdens de Tweede Wereldoorlog, die zich eind 1940 begon te weren tegen de Duitsers na invoering van de ariërverklaring over niet-Joodse afkomst. In 1942 werd hij gearresteerd, werd een zogenaamde Nacht und Nebel-gevangene en in 1945 uit concentratiekamp Dachau bevrijd. Na de oorlog werd hij een belangrijk schrijver die waarschuwde voor totalitarisme en dictatuur en hij was mede-oprichter van het Anne Frank Huis. Als beroep werd hij uitgever bij Elsevier boeken. Zijn boek over Nacht und Nebel uit 1977 beleefde de 15de druk in 1995. Zijn verhaal maakte deze vorm van verdwijning in Nederland bekend.

## Biografie

### Jeugd
Bakels groeide op in Den Haag. Hij kwam uit een welgesteld, cultureel en warm gezin. Zijn vader R.S. Bakels was gepromoveerd in zowel de rechten als in de staatswetenschappen, maar werkte als kunstschilder. Floris Bakels studeerde rechten in Leiden, waar hij in 1938 afstudeerde. Zijn eerste betrekking was ambtenaar, maar dat beviel hem niet, waarop hij in 1939 aangesteld werd als advocaat te Rotterdam. Op 5 januari 1940 trad hij in het huwelijk en vestigde zich met zijn vrouw te Pijnacker.

### Tweede Wereldoorlog
Op 14 mei 1940 maakt Bakels het bombardement van Rotterdam mee. Aanvankelijk onderging hij de bezetting lijdzaam, maar in 1941 gingen hem de ogen open voor de werkelijke aard van de nazi’s. Toen werd verordend dat iedere ambtenaar en onderwijzer een ariërverklaring moest ondertekenen reageerde Bakels hier tegen, door pamfletten en brieven te schrijven om de passiviteit onder veel Nederlanders te doorbreken. Vervolgens schreef hij een gedocumenteerde brief bij het verlaten van de Nederlandsche Unie, waarin hij zijn mening over de Duitsers verwoordde. Hij ging meedoen in het verzetswerk. In die tijd schreef hij zelfs een brief aan koningin Wilhelmina, die zijn brief voor de BBC voorlas.
De verzetskring waarvan Bakels deel uitmaakte werd door provocateursverraad opgerold. Bakels werd op 9 april 1942 gearresteerd. Via het Oranjehotel belandde hij in kamp Amersfoort. Hier werd Bakels geconfronteerd met de onvoorstelbare werkelijkheid van de door het nazi-regime uitgeoefende terreur in hun kampen. Zo werd voor zijn ogen een gevangene door bewakers doodgeschopt, omdat hij had gepoogd te ontsnappen. Dit was de eerste van een lange reeks gruwelijkheden waarvan Bakels getuige was.

### Nacht und Nebel
Na Amersfoort werd hij via de gevangenis van Utrecht naar concentratiekamp Natzweiler-Struthof in de Vogezen overgeplaatst. Daar bracht Bakels ruim anderhalf jaar als gevangene door. Natzweiler met zijn Aussenkommandos was een van de kampen voor Nacht und Nebel-gevangenen: zij moesten in 'nacht en nevel' spoorloos verdwijnen. Hier werden verzetslieden en andere tegenstanders van de nazi's opgesloten over wie de Duitsers geen informatie meer gaven aan de buitenwereld.
Bakels hield bijna drie jaar een dagboek bij, dat hij na zijn bevrijding mee terug wist te nemen en uitgaf. Het werd ingeleid door Dr. L. de Jong en Bakels beschrijft onder meer zijn arrestatie en de lange lijdensweg als gevangene in Scheveningen, de kampen Amersfoort (PDA), Natzweiler-Struthof, Ottobrunn, Dautmergen, Vaihingen en Dachau. In Dachau werd hij in 1945 door de geallieerden bevrijd. Meer dood dan levend reisde hij alleen terug naar Nederland, wat hij beschreef in zijn boek Dertien dagen in mei (1990).

### Na de oorlog
Na de oorlog besloot Bakels zijn leven te wijden aan het waarschuwen tegen totalitarisme en dictatuur. Hij vertaalde als eerste Winston Churchills memoires uit de Tweede Wereldoorlog onder de titel Memoires 1940-1945 en publiceerde Verbeelding als Wapen (1947) over zijn persoonlijke ervaringen met de nazi's tijdens zijn gevangenschap. In 1977 publiceerde Bakels een meer uitgewerkte versie van zijn kampervaringen onder de titel Nacht und Nebel: mijn verhaal uit Duitse gevangenissen en concentratiekampen (uitgeverij Elsevier, 1977). Dit boek heeft zeven weken op de eerste plaats gestaan van best verkochte boeken in Nederland en had vele televisie- en radio-uitzendingen tot gevolg. In 2016 was het nog steeds in druk. In 2000 maakte de EO een documentaire over Bakels.
In het dagelijks leven was Bakels uitgever bij Elsevier en een van de initiatiefnemers en oprichters van het Anne Frank Huis, gevestigd in het pand waar vanuit Anne Frank werd afgevoerd naar de concentratiekampen. Bakels overleed op 84-jarige leeftijd.

## Familieleven
Floris Bakels scheidde in 1948 van zijn eerste vrouw Anne-Marie Gunning en trad in 1949 in het huwelijk met Louise Swartsenburg.
Zijn oudste zoon Floris FBzn. (1949) was vicepresident van de Hoge Raad der Nederlanden. Zijn tweede zoon Aernout Reinier Sybrand Bakels (1952) was ondernemer en enige skiffeur ter wereld die de 200 kilometer in een ruk uitroeide. Zijn enige dochter Mia Louise Elisabeth Roessingh-Bakels (1955) is raadsheer bij het gerechtshof Arnhem-Leeuwarden. Zijn derde zoon David Pieter Simon Bakels (1957) is journalist.

## Onderscheiding
- Verzetsherdenkingskruis[1]

## Media
- Anno - Kerst achter tralies
- Overlijdensbericht Floris Bakels (17 april 2000, NRC en Telegraaf)